# Hou me vast (De Dijk)
"Hou me vast" is een nummer van de Nederlandse band De Dijk. Het nummer verscheen op hun album Nooit genoeg uit 1991. Dat jaar werd het nummer uitgebracht als de tweede single van het album. In 2010 verscheen een Engelstalige versie van het nummer onder de titel "Hold On Tight", gezongen door Solomon Burke. Op 15 oktober van dat jaar werd het uitgebracht als de tweede single van het album Hold On Tight.

## Achtergrond
De tekst van "Hou me vast" is geschreven door zanger Huub van der Lubbe, terwijl de muziek is geschreven door toetsenist Pim Kops en drummer Antonie Broek. Van der Lubbe haalde de inspiratie voor de tekst uit een ritueel dat hij met zijn dochter had. Hij vertelde hierover: "Toen zij één jaar oud was, haalde ik haar elke avond voordat ik zelf ging slapen even uit bed om haar te laten plassen. Ik zei dan altijd: houd me vast, houd papa maar goed vast."
"Hou me vast" werd geen grote hit. De Top 40 werd niet gehaald en het bleef steken op de negende plaats in de Tipparade, terwijl in de Nationale Top 100 plaats 66 werd behaald. In 2011 werd een documentaire over de band vernoemd naar het nummer "Hou me vast".
In 2010 werd een nieuwe, Engelstalige versie van "Hou me vast" uitgebracht. Deze versie werd gezongen door de Amerikaanse soulzanger Solomon Burke en kreeg de titel "Hold On Tight". Het nummer verscheen op het album Hold On Tight, dat enkel bestaat uit Engelstalige versies van oude nummers van De Dijk die door Burke worden gezongen. Het nummer werd naar het Engels vertaald door tekstschrijver Wouter Planteijdt. Het nummer werd op 15 oktober 2010 uitgebracht als single, vijf dagen na het overlijden van Burke. Deze versie kwam niet in de Top 40 of de Tipparade terecht, maar in de Single Top 100 overtrof het het origineel met plaats 63 als hoogste notering.

## Hitnoteringen

### Hou me vast

#### Nationale Top 100
| Hitnotering: 15-06-1991 t/m 06-07-1991 | Hitnotering: 15-06-1991 t/m 06-07-1991 | Hitnotering: 15-06-1991 t/m 06-07-1991 | Hitnotering: 15-06-1991 t/m 06-07-1991 | Hitnotering: 15-06-1991 t/m 06-07-1991 | Hitnotering: 15-06-1991 t/m 06-07-1991 |
| Week                                   | 1                                      | 2                                      | 3                                      | 4                                      |                                        |
| -------------------------------------- | -------------------------------------- | -------------------------------------- | -------------------------------------- | -------------------------------------- | -------------------------------------- |
| Positie                                | 87                                     | 72                                     | 66                                     | 71                                     | uit                                    |

### Hold On Tight

#### Single Top 100
| Hitnotering week 1 t/m 2: 23-10-2010 t/m 30-10-2010 Hitnotering week 3: 05-11-2011 | Hitnotering week 1 t/m 2: 23-10-2010 t/m 30-10-2010 Hitnotering week 3: 05-11-2011 | Hitnotering week 1 t/m 2: 23-10-2010 t/m 30-10-2010 Hitnotering week 3: 05-11-2011 | Hitnotering week 1 t/m 2: 23-10-2010 t/m 30-10-2010 Hitnotering week 3: 05-11-2011 | Hitnotering week 1 t/m 2: 23-10-2010 t/m 30-10-2010 Hitnotering week 3: 05-11-2011 | Hitnotering week 1 t/m 2: 23-10-2010 t/m 30-10-2010 Hitnotering week 3: 05-11-2011 |
| Week                                                                               | 1                                                                                  | 2                                                                                  |                                                                                    | 3                                                                                  |                                                                                    |
| ---------------------------------------------------------------------------------- | ---------------------------------------------------------------------------------- | ---------------------------------------------------------------------------------- | ---------------------------------------------------------------------------------- | ---------------------------------------------------------------------------------- | ---------------------------------------------------------------------------------- |
| Positie                                                                            | 63                                                                                 | 99                                                                                 | uit                                                                                | 97                                                                                 | uit                                                                                |

#### NPO Radio 2 Top 2000
| Nummer met noteringen in de NPO Radio 2 Top 2000 | '19  | '20  | '21  | '22  | '23  |
| ------------------------------------------------ | ---- | ---- | ---- | ---- | ---- |
| Hold On Tight                                    | 1988 | 1984 | 1842 | 1505 | 1896 |

1. ↑  Een vetgedrukt getal geeft de hoogste notering aan.
2. ↑  2019 was het eerste jaar met een notering voor dit nummer.
3. ↑  Deze tabel is bijgewerkt tot en met de laatste editie (2024).